# Isentällispitz
Isentällispitz är en bergstopp på gränsen mellan Österrike och Schweiz. Den ligger på den österrikiska sidan i förbundslandet Vorarlberg, i den västra delen av landet, 500 km väster om huvudstaden Wien och på den schweiziska sidan i kantonen Graubünden. Toppen på Isentällispitz är 2 873 meter över havet, eller 378 meter över den omgivande terrängen. Bredden vid basen är 3,4 km.
Terrängen runt Isentällispitz är huvudsakligen bergig, men den allra närmaste omgivningen är kuperad. Runt Isentällispitz är det ganska glesbefolkat, med 25 invånare per kvadratkilometer.. Närmaste större samhälle är Schruns, 17,4 km norr om Isentällispitz. 
Trakten runt Isentällispitz består i huvudsak av gräsmarker.